# Saison 3 de Black Lightning
Chronologie
Saison 2 Saison 4
La troisième saison de Black Lightning, série télévisée américaine, est constituée de seize épisodes diffusée du 7 octobre 2019 au 9 mars 2020 sur The CW, aux États-Unis.

## Distribution

### Acteurs principaux
- Cress Williams : Jefferson Pierce / Black Lightning / Jefferson Pierce (Terre I) / Jefferson Pierce (Terre II)
- Christine Adams : Lynn Pierce / Lynn Stewart (Terre I) / Lynn Stewart (Terre II)
- China Anne McClain : Jennifer Pierce / Gen Pierce (Terre I) / Jinn Pierce (Terre II)
- Nafessa Williams : Anissa Pierce / Anissa Pierce (Terre I) / Anissa Pierce (Terre II)
- James Remar : Peter Gambi
- Marvin Jones III (en) : Tobias Whale
- Damon Gupton : Bill Henderson
- Jordan Calloway : Khalil Payne / Painkiller

### Acteurs récurrents et invités
- Bill Duke : Agent Percy Odell
- Adetinpo Thomas : Jamillah Olsen
- Wayne Brady : Tyson Sykes / Gravedigger[1]
- Will Catlet : Latavius « Lala » Johnson / Tattoo Man
- Clifton Powell : Révérend Jeremiah Holt
- Zoe Renee : Maryam Luqman
- Myles Truitt : Issa Williams
- Warren « WAWA » Snipe (en) : Thierry
- Birgundi Baker : Anaya
- Chantal Thuy (en) : Grace Choi
- Jahking Guillory : Brandon
- Tony Isabella : Juge Isabella (épisode 16)
- Trevor Von Eeden : Juge Von Eeden (épisode 16)

## Liste des épisodes

### Épisode 1:Le livre de l'occupation: Chapitre un: La naissance de Blackbird
- États-Unis : 7 octobre 2019 sur The CW
- Canada,  Belgique,  France,  Suisse : 26 mars 2020 sur Netflix

- États-Unis : 891 000 téléspectateurs[2] (première diffusion)

- Will Catlett (Lala)
- Clifton Powell (Révérend Jeremiah Holt)
- Bill Duke (Agent Odell)
- Myles Truitt (Issa Williams)
- Zoe Renee (Maryam Luqman)
- Nakia Dillard (Terrence Long)
- Rafael Castillo (Devonte Jones)
- Adetinpo Thomas (Jamilah Olsen)
- Sh'Kia Augustin (Shonda)
- Chase D. Anderson (Cyclotronic)
- Kristyl Dawn Tift (Betty)
- Nevaina (Madame Reeks)

### Épisode 2:Le livre de l'occupation: Chapitre deux: Le tasbih de Maryam
- États-Unis : 14 octobre 2019 sur The CW
- Canada,  Belgique,  France,  Suisse : 26 mars 2020 sur Netflix

- États-Unis : 629 000 téléspectateurs[2] (première diffusion)

- Will Catlett (Lala)
- Bill Duke (Agent Odell)
- Warren Snipe (Thierry)
- Birgundi Baker (Anaya)
- Zoe Renee (Maryam Luqman)
- Yolanda T. Ross (Nichelle Payne)
- Crystal Lee Brown (Détective King)
- Jasun Jabbar (Tavon)
- Kelvin Witherspoon (Rayvon)
- Adetinpo Thomas (Jamilah Olsen)
- Thomas K. Belgrey (Colonel Yuri Mosin)
- Mac Wells (Sinzell Johnson)

### Épisode 3:Le livre de l'occupation: Chapitre trois: Les chimères de l'agent Odell
- États-Unis : 21 octobre 2019 sur The CW
- Canada,  Belgique,  France,  Suisse : 26 mars 2020 sur Netflix

- États-Unis : 611 000 téléspectateurs[2] (première diffusion)

- Chantal Thuy (Grace Choi)
- Bill Duke (Agent Odell)
- Jahking Guillory (Brandon)
- Taylor Polidore (Lisa)
- Karen Ceesay (Veretta Henderson)
- Antwan Mills (Herbert King)
- Crystal Lee Brown (Détective King)
- Boone Platt (Sergent Grayle)
- Euseph Messiah (Michael Allen)
- Adetinpo Thomas (Jamilah Olsen)
- Katy O'Brian (Major Sara Grey)

### Épisode 4:Le livre de l'occupation: Chapitre quatre: L'ouroboros de Lynn
- États-Unis : 28 octobre 2019 sur The CW
- Canada,  Belgique,  France,  Suisse : 26 mars 2020 sur Netflix

- États-Unis : 524 000 téléspectateurs[2] (première diffusion)

- Bill Duke (Agent Odell)
- Chantal Thuy (Grace Choi)
- P.J. Byrne (Principal Lowry)
- Jahking Guillory (Brandon)
- Jasun Jabbar (Tavon Singley)
- Adetinpo Thomas (Jamilah Olsen)
- Taylor Polidore (Lisa)
- Vernika Eshay Rowe (Tante Gina)
- Karen Ceesay (Veretta Henderson)
- Mac Wells (Sinzell Johnson)
- Katy O'Brian (Major Sara Grey)
- Renell Gibbs (Kyrie)
- Gordon Danniels (Richard)

### Épisode 5:Le livre de l'occupation: Chapitre cinq: Requiem pour Tavon
- États-Unis : 11 novembre 2019 sur The CW
- Canada,  Belgique,  France,  Suisse : 26 mars 2020 sur Netflix

- États-Unis : 711 000 téléspectateurs[2] (première diffusion)

- Bill Duke (Agent Odell)
- Chantal Thuy (Grace Choi)
- Jahking Guillory (Brandon)
- Jasun Jabbar (Tavon Singley)
- Taylor Polidore (Lisa)
- Vernika Eshay Rowe (Tante Gina)
- Renell Gibbs (Kyrie)
- Clifton Powell (Révérend Jeremiah Holt)
- Birgundi Baker (Anaya)
- Jason C. Louder (Frank "Two Bits" Tanner)
- Sh'Kia Augustin (Shonda)
- Gabriella Garcia (Erica Moran)
- Kedrick Brown (Monsieur Payton)
- Bonita Brisker (Madame Singley)
- Glenn Magee (Monsieur Singley)
- Christian Alex Jones (Sekou Hamilton)

### Épisode 6:Le livre de la résistance: Chapitre un: Knocking on Heaven's Door
- États-Unis : 18 novembre 2019 sur The CW
- Canada,  Belgique,  France,  Suisse : 26 mars 2020 sur Netflix

- États-Unis : 602 000 téléspectateurs[2] (première diffusion)

- Bill Duke (Agent Odell)
- Chantal Thuy (Grace Choi)
- Clifton Powell (Révérend Jeremiah Holt)
- Jennifer Riker (Docteur Helga Jace)
- Tosin Morohunfola (Instant)
- Jahking Guillory (Brandon)
- Adepinto Thomas (Jamilah Olsen)
- Vernika Eshay Rowe (Tante Gina)
- Sh'Kia Augustin (Shonda)
- Katy O'Brian (Major Sara Grey)
- Renell Gibbs (Kyrie)
- Thomas K. Belgrey (Colonel Yuri Mosin)

### Épisode 7:Le livre de la résistance: Chapitre deux: L'opus d'Henderson
- États-Unis : 25 novembre 2019 sur The CW
- Canada,  Belgique,  France,  Suisse : 26 mars 2020 sur Netflix

- États-Unis : 649 000 téléspectateurs[2] (première diffusion)

- Chantal Thuy (Grace Choi)
- Clifton Powell (Révérend Jeremiah Holt)
- Jahking Guillory (Brandon)
- Jason C. Louder (Frank "Two Bits" Tanner)
- Katy O'Brian (Major Sara Grey)
- Sh'Kia Augustin (Shonda)
- Gabriella Garcia (Erica Moran)
- Boone Platt (Sergent Gardner Grayle)
- Brandon Hirsch (Docteur Matthew Blair)
- Elizabeth Youman (Natalie)
- Edward Michael Scott (Harvey)

### Épisode 8:Le livre de la résistance: Chapitre trois: La bataille de Franklin Terrace
- États-Unis : 2 décembre 2019 sur The CW
- Canada,  Belgique,  France,  Suisse : 26 mars 2020 sur Netflix

- Jahking Guillory (Brandon)
- Adepinto Thomas (Jamilah Olsen)
- Boone Platt (Sergent Gardner Grayle)
- Euseph Messiah (Michael Allen)
- Garrett Hines (Travis)
- Christopher E'mannuel (Baron / TC)
- Andrea Frye (Mary Louise Shepard)
- Christopher B. Duncan (Commandant Carson Williams)

### Épisode 9:Le livre de la résistance: Chapitre quatre: Terre en crise
- États-Unis : 9 décembre 2019 sur The CW
- Canada,  Belgique,  France,  Suisse : 26 mars 2020 sur Netflix

- Clifton Powell (Révérend Jeremiah Holt / Révérend Jeremiah Holt (Terre I))
- Bill Duke (Agent Odell / Agent Odell (Terre I) / Agent Odell (Terre II))
- Adepinto Thomas (Jamilah Olsen)
- Vernika Eshay Rowe (Tante Gina)
- Sh'Kia Augustin (Voix originale de Shonda)
- Katy O'Brian (Major Sara Grey / Major Sara Grey (Terre I))
- Renell Gibbs (Kyrie)
- Amanda Baker (Rebecca Larsen)

### Épisode 10:Le livre de la Markovie: Chapitre un: Bénédictions et malédictions réincarnées
- États-Unis : 20 janvier 2020 sur The CW
- Canada,  Belgique,  France,  Suisse : 26 mars 2020 sur Netflix

### Épisode 11:Le livre de la Markovie: Chapitre deux: L'addiction de Lynn
- États-Unis : 27 janvier 2020 sur The CW
- Canada,  Belgique,  France,  Suisse : 26 mars 2020 sur Netflix

### Épisode 12:Le livre de la Markovie: Chapitre trois: Sans mère
- États-Unis : 3 février 2020 sur The CW
- Canada,  Belgique,  France,  Suisse : 26 mars 2020 sur Netflix

### Épisode 13:Le livre de la Markovie: Chapitre quatre: Représailles
- États-Unis : 10 février 2020 sur The CW
- Canada,  Belgique,  France,  Suisse : 26 mars 2020 sur Netflix

### Épisode 14:Le livre de la guerre: Chapitre un: Retour à Freeland
- États-Unis : 24 février 2020 sur The CW
- Canada,  Belgique,  France,  Suisse : 26 mars 2020 sur Netflix

### Épisode 15:Le livre de la guerre: Chapitre deux: Le prix de la liberté
- États-Unis : 2 mars 2020 sur The CW
- Canada,  Belgique,  France,  Suisse : 26 mars 2020 sur Netflix

### Épisode 16:Le livre de la guerre: Chapitre trois: Libération
- États-Unis : 9 mars 2020 sur The CW
- Canada,  Belgique,  France,  Suisse : 26 mars 2020 sur Netflix